# Анна Австрийска (1549 – 1580)
Вижте пояснителната страница за други личности с името Анна Австрийска.
Анна Австрийска (1 ноември 1549 – 26 октомври 1580) е австрийска ерцхерцогиня и кралица на Испания и Португалия, четвърта съпруга на крал Филип II Испански, който ѝ е вуйчо.

## Произход
Анна Австрийска е родена на 1 ноември 1549 г. във Валядолид, Испания, но от четиригодишна живее във Виена. Тя е най-възрастната дъщеря на свещения римски император Максимилиан II и инфантата Мария Испанска и желана брачна партия.

## Кралица на Испания и Португалия
От малка е сгодена за първия си братовчед, инфант Дон Карлос, син на испанския крал Филип II и престолонаследник, но той умира през 1568 г. През същата година умира и третата съпруга на Филип II, след което между Филип II и Анна Австрийска набързо е уреден брак без оглед на факта, че Филип ѝ се пада вуйчо. Първоначално папа Пий V се противопоставя на кръвосмесителния брак, но след силен политически натиск от страна на испанския крал папата е принуден да отстъпи и на 4 май 1570 в Прага Филип II и Анна Австрийска са венчани на доверие (в отсъствието на Филип II).
През 1580 Филип II наследява трона на Португалия и Анна става и португалска кралица. Те заминават за Португалия, за да заявят правата си за престола след смъртта на крал Енрике, който няма наследници. Пристигат в Бадахос, където кралят сериозно заболява от грип. Грижейки се за съпруга си, Анна също се заразява от грип и умира на 26 октомври през същата 1580 г. в Бадахос на 30-годишна възраст.

## Деца
Анна Австрийска и Филип II имат пет деца:
- Дон Фернандо (1571 – 1578)
- Дон Карлос-Лоренцо (1573 – 1575)
- Дон Диего-Феликс (1575 – 1582)
- Дон Филип (1578 – 1621), бъдещият крал Филип III
- Доня Мария (1580 – 1583)